# Little Bee
Little Bee, engelsk originaltitel The Other Hand, är en roman av den brittiske författaren Chris Cleave. Den gavs ursprungligen ut 2008, och i svensk översättning 2012 av förlaget Brombergs. Berättelsen följer både den asylsökande nigerianska flickan Little Bee samt en brittisk tidskriftsredaktör som träffas under konflikten i Nigerdeltat och återförenas flera år senare. Romanen behandlar hur det brittiska asylsystemet behandlar flyktingar, brittisk kolonialism, globalisering, politiskt våld och personligt ansvar.
Romanen har fått både positiv och negativ kritik. Till en början var försäljningssiffrorna låga, men ökade sedan snabbt - till den grad att den hamnade på 13:e plats i Sunday Times bestseller-lista 2009, nådde en första plats på New York Times bestseller-lista samt nominerats till både Costa Book Award och Commonwealth Writers' Prize.

### Webbkällor
- ”Little Bee”. Adlibris. Arkiverad från originalet den 9 september 2012. https://web.archive.org/web/20120909194529/http://www.adlibris.com/se/product.aspx?isbn=9173373842. Läst 4 juni 2013.